# Aditi Pant
Aditi Pant (ur. 6 lipca 1943 w Nagpurze) – indyjska oceanografka. Była pierwszą Induską, która odwiedziła Antarktykę, razem z geolożką Sudiptą Senguptą w 1984, jako część Indian Antarctic Program. Zajmowała ważne stanowiska w instytucjach takich jak National Institute of Oceanography, National Chemical Laboratory, Uniwersytet w Pune i Maharashtra Academy of Sciences.

## Życiorys
Aditi Pant urodziła się w mówiącej w języku marathi rodzinie należącej do kasty Deśastha Jej ojciec Appasaheb Pant był dyplomatą. Przez 40 lat pełnił funkcję ambasadora w wielu krajach Europy i Afryki. Jej matka, Nalini Devi, była lekarką i członkinią Royal College of Surgeons. Aditi zaczęła interesować się naukami przyrodniczymi w młodym wieku. Wpłynął na to kontakt ze światem przyrody zapewniony przez jej rodziców w formie codziennych rozmów i aktywności na świeżym powietrzu. Pant ukończyła studia licencjackie (Bachelor of Science) na Uniwersytecie w Pune. Do podjęcia zawodu oceanografki zainspirowała ją książka The Open Sea Alistera Hardy'ego. Od rządu USA otrzymała stypendium na ukończenie studiów magisterskich (Master of Science) na kierunku Marine Sciences na Uniwersytecie Hawajskim. Jej zainteresowania naukowe dotyczyły fotosyntezy planktonu. Pracę dyplomową pisała na temat efektu tropikalnych intensywności światła na fotosyntezę naturalnych skupisk planktonu oraz charakteru i ilości zredukowanego przepływu węgla z fitoplanktonu do bakterii. Badania na otwartym morzu okazały się problematyczne, więc z pomocą mentora, dr. M. S. Doty, Pant zdecydowała się skupić na modelu pojedynczej bakterii zamiast badać jej większe skupiska. Następnie zaczęła pracować nad doktoratem z fizjologii alg morskich na Westfield College London University. Zdobyła nagrodę SERC i otrzymała stypendium na badania.
Kiedy zbliżała się do zakończenia pracy nad doktoratem, wiedziała już o kilku laboratoriach, w których chciałaby pracować, ale w międzyczasie poznała profesora N. Kesava Panikkara, doświadczonego badacza z Cognitive Science Research Initiative, który był dyrektorem National Institute of Oceanography w Goa. W latach 1973–1976 współpracowała z NIO i badała plaże. Brała udział w zabezpieczeniu całego zachodniego brzeg Indii od Veravalu do Komorynu i zatoki Mannar. W NIO Pant pracowała nad dziesięcioletnim programem na Oceanie Południowym dotyczącym badań w dziedzinie naturalnego sposobu życia, materiałoznawstwa i wielu innych nauk przyrodniczych. W 1990 Pant przeniosła się do National Chemical Laboratory w Pune i przez następne 15 lat badała enzymologię obecnych w łańcuchu pokarmowym organizmów tolerujących wysokie stężenia soli. Po ukończeniu badań Pant nie zdecydowała się na przyjęcie etatu habilitowanej naukowczyni. Wróciła do Indii, aby dołączyć do NIO w Goa.
Pomiędzy grudniem 1983 a marcem 1884 Pant brała udział w wyprawie do Antarktyki. Była to trzecia z serii ekspedycji kierowanych przez ówczesną premierkę Indii Indirę Gandhi. Podpisanie przez Indie Układu Antarktycznego w 1981 rozpoczęło działalność Indian Antarctic Program (podlegającego National Centre for Antarctic and Ocean Research National Centre for Polar and Ocean Research). Aditi Pant i geolożka strukturalna Sudipta Sengupta były pierwszymi Induskami, które odwiedziły Antarktykę. Wyprawa miała na celu zebranie informacji dotyczących fizyki, chemii i biologii łańcucha pokarmowego w Oceanie Południowym. Pant badała kontynent przez cztery miesiące i dokonała ważnych odkryć. Podczas ekspedycji zespół zbudował Dakshin Gangotri, pierwszą indyjską stację naukowo-badawczą na Antarktydzie (oddaloną o 2,500 km od bieguna południowego).
Pant wzięła też udział w piątej wyprawie na Antarktydę w 1984, prowadząc badania z zakresu oceanografii i geologii.
Była profesorką emerytowaną na Wydziale Botaniki na Uniwersytecie w Pune w latach 2003–2007.

## Osiągnięcia
Pant jest właścicielką pięciu patentów. Opublikowała 67 publikacji w międzynarodowych czasopismach. Została uhonorowana przez rząd Indii Antarctic Award za jej wkład w Indian Antarctic Program razem z Sudiptą Senguptą, Jayą Naithani i Kanwal Vilku. Otrzymała też nagrodę SERC i stypendia za badania w swojej dziedzinie.
Jest członkinią Maharashtra Society for the Cultivation of Science, General Body of Maharashtra Association for the Cultivation of Science, Biofuel Committee, Department of Biotechnology, CGO Complex w Nowym Delhi oraz Maharashtra Academy of Science.